# 苏尔河畔埃滕豪森
苏尔河畔埃滕豪森（德語：Ettenhausen an der Suhl，官方拼写为，發音：[ɛtn̩ˈhaʊzn̩ ʔan deːɐ̯ ˈzuːl]）是德国图林根州瓦特堡县曾经的一个市镇，面积5.38平方千米，2017年12月31日人口为390人。2018年7月6日，苏尔河畔埃滕豪森与市镇弗劳恩塞和蒂芬奥特并入市镇巴特萨尔聪根。